# جوزيف بالمر
جوزيف بالمر (بالإنجليزية: Joseph Palmer)‏ هو عسكري أمريكي ولد في 1791 وتوفي في 1874.